# Rima Abdul-Malak
Rima Abdul-Malak (Beirut, 11 febbraio 1979) è una politica francese con cittadinanza libanese, dal maggio 2022 al gennaio 2024 Ministro della Cultura francese nel governo di Élisabeth Borne.
Dopo essere stata direttrice dei programmi Clowns without Borders e poi capo della divisione musicale di Culturesfrance (ora Institut français), è entrata a far parte del gabinetto di Christophe Girard, deputato alla cultura presso il municipio di Parigi, quindi è diventata consulente culturale del sindaco di Parigi, Bertrand Delanoë, tra il 2012 e il 2014. È stata poi nominata Addetto culturale all'ambasciata francese di  New York.

## Biografia
Rima Abdul-Malak è nata nel 1979 in una famiglia cristiana libanese. Ha vissuto in Libano fino all'età di 10 anni. Un episodio traumatico durante la "guerra di liberazione" lanciata dal generale Michel Aoun nel 1989 ha affrettato la partenza della famiglia Abdul-Malak: "La loro casa è stata attaccata, sono letteralmente scampati alla morte. Il  padre ha poi deciso di lasciare e sistemare sua moglie e i suoi tre figli a Lione, che conosceva bene per aver trascorso lì i suoi studi universitari", dice suo zio paterno, Samir Abdelmalak.
I suoi primi passi professionali sono stati compiuti nel Comitato cattolico contro la fame e per lo sviluppo.
Dal 2001 al 2006 ha diretto l'associazione Clowns Sans Frontières, la cui missione è fornire supporto psicosociale attraverso risate e spettacolo a bambini e popolazioni vittime di crisi umanitarie o in situazioni di grande precarietà. Coordina la ricerca di finanziamenti, l'organizzazione delle missioni dell'associazione e l'animazione della rete di artisti e volontari in tutta la Francia.
Partecipa all'edizione del libro di Clowns Without Borders, pubblicato nel 2003, e all'organizzazione di mostre di supporto, in particolare all'Olympia, con gli artisti sponsor dell'associazione, come M12.
Nel dicembre 2013, ha partecipato allo spettacolo Vivement Dimanche di Michel Drucker su invito di Louis e Matthieu Chedid per promuovere l'associazione.
È responsabile dal 2007 al 2008 della diffusione della scena musicale francese all'estero per CulturesFrance, ora Institut français.

### Municipio di Parigi
Nel 2008, è diventata consulente per le arti dello spettacolo dell'assistente alla cultura Christophe Girard, poi suo capo dello staff nel 2010. Lavorò alla riforma dei teatri comunali e al rinnovamento delle loro direzioni, all'apertura di nuove strutture culturali come il Centquatre, il Gaîté-Lyrique, o le case di pratiche artistiche amatoriali, e organizzò gli Stati Generali della Notte, seguendo la petizione "Quando la notte muore in silenzio".
Consigliere culturale di Bertrand Delanoë, sindaco di Parigi (2012-2014)2 partecipa a diversi progetti comunali come La Philharmonie, la creazione dell'istituzione pubblica Paris Musées che riunisce i 14 musei municipali, l'apertura del Luxor - Palais du Cinéma, lo sviluppo di biblioteche o Nuit blanche.

### Negli Stati Uniti
Nel 2014 è stata nominata Addetto culturale, Capo del Dipartimento di Arti Visive e Performance del Servizio Culturale dell'Ambasciata di Francia negli Stati Uniti, Direttore del Dipartimento di Arti Visive e Arti dello Spettacolo.
Promuove la diffusione della scena francese permettendo a molti artisti di esibirsi negli Stati Uniti, incoraggiando traduzioni e nuove creazioni. Ha organizzato un festival per un pubblico giovane a New York chiamato TILT, co-organizzato con FIAF e una dozzina di sedi partner, programmando artisti del mondo francofono e artisti americani. Partecipa inoltre alla programmazione delle Nuits de la philosophie e ai festival della libreria Albertina.
È inoltre responsabile dei fondi di sostegno della Fondazione FACE (French American Cultural Exchange) per l'arte contemporanea, il teatro, la danza, la musica contemporanea e il jazz.

### Consulente “Cultura e comunicazione” dell'Eliseo (2019-2022)
Nel novembre 2019 è diventata consigliere per la Cultura e la Comunicazione nel gabinetto del Presidente della Repubblica Emmanuel Macron, in sostituzione di Claudia Ferrazzi.
Responsabile dell'attuazione dell'anno bianco per i lavoratori intermittenti del settore dello spettacolo a seguito della crisi causata dalla pandemia di Covid-19, nel giugno 2020 il suo nome è menzionato come possibile ministro della Cultura al posto di Franck Riester.
La stampa ne sottolinea l'influenza  sulle nomine nel settore culturale. Contribuisce al piano di appalti pubblici “Nuovi Mondi” istituito nel 2021 per sostenere l’industria culturale francese nell’ambito del piano di ripresa.

### Ministro della cultura (2022-2024)
Il 20 maggio 2022, è nominata ministro della Cultura nel governo Élisabeth Borne. A sua volta lei nomina Emmanuel Marcovitch capo di gabinetto, si impegna a difendere “la sovranità culturale, a investire nell’educazione artistica e ad accogliere la sfida della transizione ecologica nell’ambiente artistico” e a collaborare con il ministro dell’Istruzione nazionale Pap Ndiaye in una prospettiva di pacificazione dei ricordi, citando le parole di Emmanuel Macron:  “Non è né una politica di pentimento né una politica di negazione, è una politica di riconoscimento".
Nel dicembre 2023, Rima Abdul Malak annuncia un rafforzamento delle misure di prevenzione contro la violenza sessista e sessuale nel cinema francese. In particolare, si tratta di una formazione obbligatoria all'inizio delle riprese, per l'intera troupe di un film sostenuto dal Centro Nazionale per il Cinema e l'Immagine Animata. Nell'ambito del caso Gérard Depardieu, ha annunciato una “procedura disciplinare” da parte della Gran Cancelleria della Legione d'Onore nei confronti dell'attore. Tuttavia, il presidente Emmanuel Macron la sconfessa, ritenendo che il ministro della Cultura sia “andata avanti un po’ troppo”, poiché ritiene che la Legione d’Onore sia un ordine non destinato a “dimostrare moralità”.
L'11 gennaio 2024 lascia l'incarico in seguito alla composizione del governo Gabriel Attal dove viene sostituita da Rachida Dati.